# Siège du château de Kaminogō
Le siège du château de Kaminogō se déroule au cours de l'époque Sengoku (XVIe siècle) de l'histoire du Japon.
Avec l'aide de Hattori Hanzō, un vassal ninja, Tokugawa Ieyasu, après une bataille bien menée, s'empare du château de Kaminogō gardé par Udono Nagamochi, général des Imagawa. Avec cette prise du Kaminogō-jō, Ieyasu obtient de nombreux otages qu'il fait valoir contre ceux des Imagawa, alors en possession de sa propre famille.

## Source de la traduction
- (en) Cet article est partiellement ou en totalité issu de l’article de Wikipédia en anglais intitulé « Siege of Kaminogō Castle » (voir la liste des auteurs).